# Charles Laeser
Charles Laeser (Ginebra, 12 de setembre de 1879 - Ginebra, 28 de juliol de 1959) va ser un ciclista suís, que fou professional entre 1902 i 1904.
Fou el primer vencedor no francès d'una etapa al Tour de França, en la quarta etapa de l'edició de 1903.

## Palmarès
- 1903
  - Vencedor d'una victòria d'etapa Tour de França

## Participacions en el Tour de França
- 1903. Abandona (3a etapa). Vencedor d'una etapa.[1]
- 1904. Abandona (1a etapa)